# Hildur Schirmer

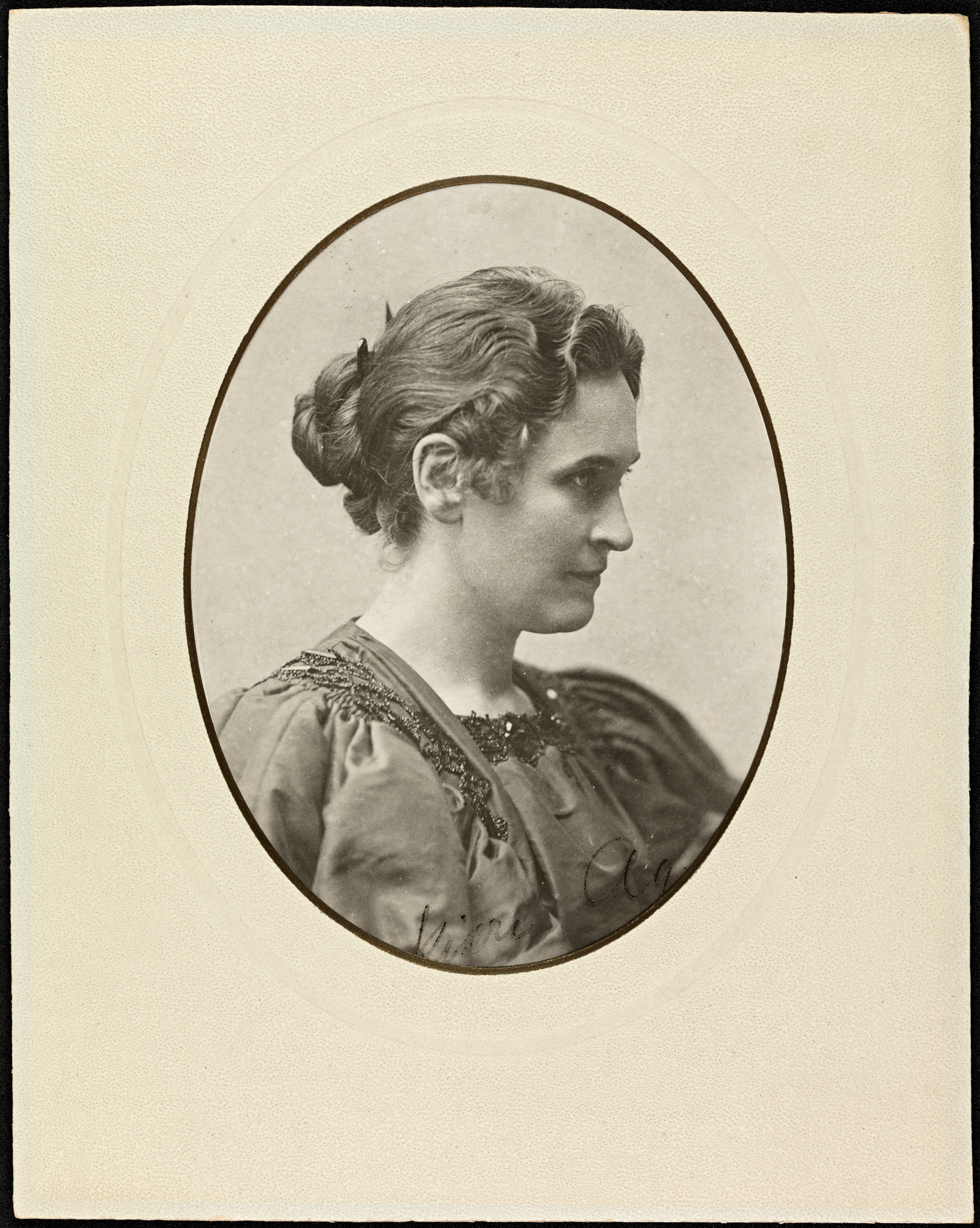
Hildur Schirmer

Hildur Schirmer (geborene Koch, * 13. März 1856 in Braunschweig; † 23. April 1914 in Kristiania) war eine deutsch-norwegische Sopranistin, Gesangslehrerin und Frauenrechtlerin.

## Leben

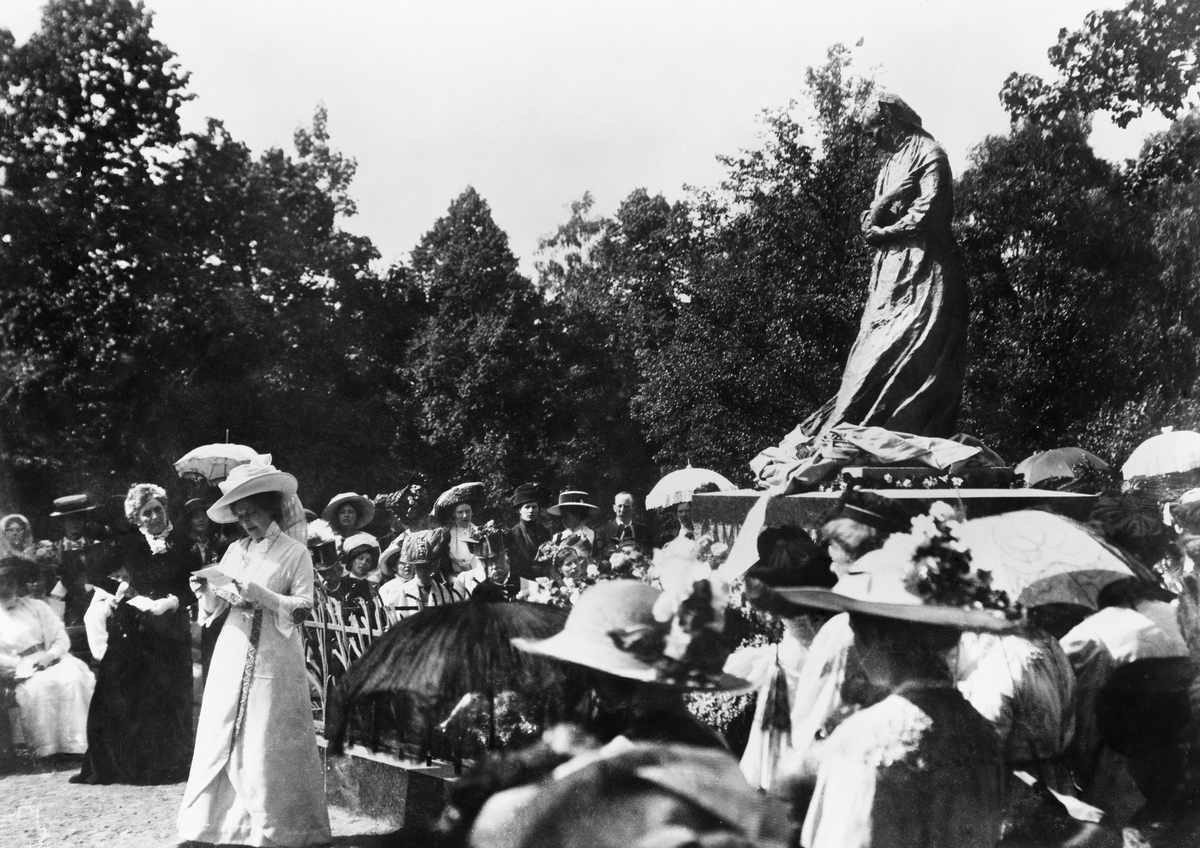
Hildur Schirmer spricht bei der Enthüllung des von Gustav Vigeland geschaffenen Camilla-Collett-Denkmals 1911 im Osloer Schlosspark

Hildur Schirmer erhielt ihre erste musikalische Ausbildung in Deutschland und studierte dann bei Pauline Viardot in Paris. In Kristiania war sie in den 1880er und 90er Jahren als Konzertsängerin aktiv. Sie war ebenfalls Lehrerin am Musikkonservatorium in Kristiania, und 1906 wurde sie auch Vorsitzende des Musiklehrerverbandes in Kristiania. Nach 1900 scheint ihre Tätigkeit als Gesangslehrerin einen immer wichtigeren Bestandteil ihres Arbeitsfeldes geworden zu sein.
Sie war 1884 Mitbegründerin der Frauenrechtsorganisation Norsk Kvinnesaksforening (NKF) und war mehrere Jahre Mitglied des Landesvorstands. 1896 ergriff sie die Initiative, ein Denkmal zum Gedenken an Camilla Collett zu errichten. Das von Gustav Vigeland geschaffene Denkmal wurde 1911 im Slottsparken (Osloer Schlosspark) enthüllt.

## Familie
Sie heiratete 1878 in Braunschweig den norwegischen Architekten Adolf Schirmer und war damit Schwiegertochter des Architekten Heinrich Ernst Schirmer.